# Astronia dioica
Astronia dioica är en tvåhjärtbladig växtart som beskrevs av Elmer Drew Merrill. Astronia dioica ingår i släktet Astronia och familjen Melastomataceae. Inga underarter finns listade i Catalogue of Life.